# Personaggi di Twin Peaks
Questa voce contiene un elenco dei personaggi presenti nella serie televisiva I segreti di Twin Peaks, in Fuoco cammina con me e in Twin Peaks.

## Personaggi principali

### Dale Cooper
Interpretato da Kyle MacLachlan, è l'agente speciale dell'FBI chiamato ad indagare sull'omicidio di Laura Palmer.

### Laura Palmer
Interpretata da Sheryl Lee, è il personaggio al centro delle vicende della serie, nonché vittima del misterioso omicida ricercato dall'agente Cooper. Il suo corpo viene rinvenuto nel primo episodio.

### Bobby Briggs
Interpretato da Dana Ashbrook, è il capitano della squadra di football locale, nonché fidanzato di Laura Palmer. All'inizio della serie sarà uno dei sospettati per l'omicidio di Laura.

### Donna Hayward
Interpretata da Lara Flynn Boyle (da Moira Kelly in Fuoco cammina con me), era la migliore amica di Laura Palmer, che dopo la sua morte investiga sull'assassino, con l'aiuto di James Hurley, l'ex-amante segreto di Laura.

### Audrey Horne
Interpretata da Sherilyn Fenn, è la figlia di Benjamin Horne, ricco imprenditore locale che finirà anch'egli tra i sospettati. La ragazza svilupperà nel corso della serie un interesse passionale per l'agente Cooper.

### Benjamin Horne
Interpretato da Richard Beymer, è il padre di Audrey e Johnny Horne ed ha un forte legame col fratello Jerry. 
Oltre a possedere un albergo, Horne gestisce anche un bordello di nome One Eyed Jacks nel quale hanno luogo molti passi determinanti della serie.

### James Hurley
Interpretato da James Marshall, è il nipote di Ed e Nadine Hurley, con i quali vive a causa dell'impossibilità dei suoi genitori di prendersi cura di lui. È un motociclista, rivale di Bobby Briggs ed ex-amante segreto di Laura Palmer. Nel corso della serie inizia una relazione con Donna Hayward.

### Catherine Martell
Interpretata da Piper Laurie, è la moglie di Pete Martell e sorella di Andrew, ex proprietario della segheria, dato per morto anni prima. Ora è direttrice della segheria, di proprietà di Josie Packard, ex moglie di Andrew. Catherine ha una relazione segreta con il latifondista Benjamin Horne, con cui complotta di dare fuoco alla segheria per vendetta.

### Pete Martell
Interpretato da Jack Nance, è un boscaiolo sposato con la sorella del proprietario della segheria Packard: Catherine, che da lui viene giudicata spietata, testarda e determinata a non rendergli facile la vita. Tuttavia nel corso della serie dimostrerà di essere ancora innamorato di lei. 
Nutre per Josie un profondo affetto.

### Josie Packard
Interpretata da Joan Chen, è l'attuale proprietaria della segheria ed amante dello sceriffo Truman.

### Leland Palmer
Interpretato da Ray Wise, è il padre di Laura e avvocato di Benjamin Horne.

### Harry S. Truman
Interpretato da Michael Ontkean, è lo sceriffo di Twin Peaks, che affiancherà nelle indagini l'agente Cooper.

### Windom Earle
Interpretato da Kenneth Welsh, è un ex-agente dell'FBI divenuto pericoloso criminale.

### Leo Johnson
Interpretato da Eric DaRe, è uno dei principali sospettati riguardo all'omicidio di Laura Palmer, con la quale avrebbe avuto per ultimo un rapporto sessuale. È uno spacciatore di droga ed è in affari con Jacques Renault oltre la frontiera canadese. Per ammissione dello sceriffo Truman, Leo non è in carcere solo perché non sono state rinvenute prove sufficienti. È sposato con Shelly Johnson, che spesso aggredisce spinto da una morbosa gelosia. Viene rapito da Windom Earle, che lo tortura ripetutamente e alla fine lo lascia in balia delle tarantole.

### Shelly Johnson
Interpretata da Mädchen Amick, è una cameriera del RR Diner molto amica di Norma Jennings. Ha abbandonato il liceo per sposarsi con il camionista Leo Johnson, il quale però, appena sposati si rivela per quello che è: un marito violento e insensibile. Shelly ha una relazione segreta con Bobby Briggs, il ragazzo di Laura Palmer, con cui andrà a convivere quando Leo entrerà in coma. 
Nella nuova serie si scopre che ha una figlia, Rebecca detta Becky, che poi si scoprirà essere figlia di Bobby Briggs, dal quale Shelly si è separata.

### BOB
Interpretato da Frank Silva, è un'entità malvagia che si impossessa delle persone per far loro compiere atti efferati. Di solito usa i corpi di cui si impossessa per uccidere e violentare. Ogni volta che BOB uccide qualcuno, inserisce sotto l'unghia della vittima una piccola lettera che messa insieme alle altre forma il suo vero nome: "ROBERT".

## Personaggi secondari

### Annie Blackburn
Annie Smith, nata da una relazione illecita tra Marty Lindstrom e Vivian Smith (o Smythe) e che in seguito all'adozione da parte di Roland Blackburn diverrà Annie Blackburn, interpretata da Heather Graham, è la sorella (in realtà sorellastra) di Norma Jennings, dalla quale ottiene un lavoro nel RR Diner. Compare nei 6 episodi finali della serie e in un cameo nel prequel Fuoco cammina con me. 
Cresciuta a Twin Peaks, dopo una dolorosa vicenda d'amore che l'ha condotta ad un tentativo di suicidio, si è ritirata in convento; non si è ancora decisa se restare nel secolo oppure no, ma è disposta a vedere che cosa il mondo può offrirle. 
Nell'episodio finale della serie è bloccata nella Loggia Nera da Windom Earle che la porta là come sua "Regina" dopo che ha vinto il titolo di Miss Twin Peaks. Alla fine l'agente Cooper, con cui aveva intrapreso una relazione, riuscirà a portarla fuori.
In Fuoco cammina con me Annie compare a Laura Palmer in un sanguinoso sogno premonitore per avvertirla della sua morte, ma poiché gli eventi devono ancora accadere, Laura non capisce il messaggio. Annie dice: "Il mio nome è Annie e sono stata con Laura e Dale. Il buon Dale è nella Loggia e non può lasciarla. Scrivilo nel tuo diario." Annie comparirà anche in una scena eliminata di Fuoco cammina con me dove si trova in ospedale dopo essere uscita dalla Loggia; sul suo anulare si vede il famigerato anello verde del Nano, che la designa come prossima vittima di BOB. Il finale rimane volutamente incerto poiché un'infermiera le toglie l'anello.
Nel Dossier finale si racconta che Annie è sprofondata in uno stato catatonico dopo essere uscita dalla Loggia, che le è stato tolto il titolo di Miss Twin Peaks a causa delle sue condizioni (dato che Miss Twin Peaks ha anche un ruolo di rappresentanza) e che ogni anno, alle 8:38 dello stesso giorno nel quale è uscita dalla Loggia, si risveglia dicendo: "Sto bene", per poi ripiombare nel suo stato catatonico.

### Andy Brennan
Andrew "Andy" Brennan, interpretato da Harry Goaz, è il vicesceriffo sottoposto di Truman. È molto sensibile e spesso scoppia a piangere quando vede le scene del crimine. Ha avuto una relazione con Lucy Moran la quale però l'ha lasciato per frequentarsi con Dick Tremayne. Essendo rimasta incinta, Lucy dovrà decidere chi dei due uomini è il padre del bambino, scegliendo, nell'ultimo episodio, Andy. Inizialmente, visto che il bambino è nato il 3 aprile (giorno che coincide con il compleanno di Marlon Brando), Andy avrebbe voluto chiamare il bambino Marlon, ma alla fine i due hanno deciso di chiamarlo Wally.
Andy è un personaggio tendenzialmente comico e impacciato anche se in una puntata dimostra di essere diventato, dopo molto esercizio, un ottimo tiratore sparando a Jacques Renault. Andy è inoltre stato il primo a comprendere che un disegno era la mappa per raggiungere la Loggia nera e per questo ha avuto una parte importante nell'aiutare Cooper a raggiungerla.
Nella nuova serie, Andy è sposato con Lucy. Andy, Bobby e Hawk ricevono degli indizi da parte del Maggiore Briggs, in cui gli viene detto di andare nel bosco, in un luogo ove un tempo si trovava un edificio chiamato "palazzo di Jack Rabbit", alle 2.53. In questa circostanza, si apre un portale per quella che potrebbe essere la Loggia Bianca, e Andy ne viene risucchiato. Andy, quindi, fa la conoscenza del Fuochista (spirito simile o analogo al Gigante) e viene a conoscenza di alcune delle dinamiche in essere tra gli spiriti delle due Logge. Tornato sulla Terra, salva Naido e la ospita nella prigione di Twin Peaks.

### Garland Briggs
Garland Briggs, interpretato da Don S. Davis, è un maggiore dell'Aeronautica statunitense coinvolto in ricerche ufologiche. È il padre di Bobby Briggs con il quale ha un rapporto conflittuale per buona parte della serie. Mantiene un gran riserbo sul suo lavoro anche con la sua famiglia.
In seguito alle sue indagini viene scoperta l'entrata della Loggia nera nella foresta che circonda Twin Peaks. Ad un certo punto della serie viene rapito da Windom Earle che vuole scoprire i segreti su cui indaga, ma viene provvidenzialmente liberato da Leo Johnson.
Garland Briggs è anche l'Archivista del dossier su cui si basa Le vite segrete di Twin Peaks.
Nella nuova serie, il personaggio appare a Dale Cooper mentre esso fugge dalla Loggia Nera, pronunciando le parole "Rosa Blu". Nella stessa stagione, si scopre che il personaggio è morto, e che ha un ruolo fondamentale nei piani del doppelgänger cattivo di Cooper, che però non sono ancora stati chiariti. Nel periodo di tempo intercorso tra la seconda stagione e la nuova serie, il personaggio pare essere stato visto da William Hastings all'interno di una delle due Logge, prima di morire. Dal momento che nelle Logge il tempo non scorre alla maniera conosciuta dagli esseri umani, il Maggiore sembra aver visto il futuro, quindi lascia delle indicazioni a sua moglie, la quale è stata incaricata di lasciarle a Hawk, Bobby, Andy e a uno dei due sceriffi Truman. Tali indicazioni, prevedono che questi personaggi debbano recarsi in due date specifiche in un luogo chiamato "palazzo di Jack Rabbit", alle 2.53 del pomeriggio.

### Diane Evans
Diane Evans, interpretata da Laura Dern, è la segretaria dell'agente Dale Cooper.
Compare fisicamente solo nella terza stagione della serie, ed è a lei che Cooper rivolge tutte le sue registrazioni su nastro.

### Gordon Cole
Gordon Cole, interpretato da David Lynch, creatore e regista della serie, è il superiore dell'agente Dale Cooper all'FBI. 
Ha grossi problemi di udito (indossa sempre delle cuffie), perciò è costretto a parlare sempre a voce molto alta. Di conseguenza, spesso fraintende ciò che gli viene detto e dà delle risposte comicamente inappropriate.
Sorprendentemente, l'unica persona che riesce a udire senza problemi è la cameriera Shelly Johnson di cui si è infatuato, incontrata nell'episodio Variazioni e relazioni quando si reca con Cooper al RR Diner.
All'inizio di Fuoco cammina con me, Cole dirige gli agenti Chester Desmond e Sam Stanley che investigano sull'omicidio di Teresa Banks ed usa uno strano linguaggio in codice, per informare loro su cosa li aspetta e su cui investigare.
I messaggi in codice di Cole a volte sfuggono anche ai suoi colleghi più stretti. Ad esempio nell'episodio Demoni, egli si rivolge al collega dicendo: «Cooper, oggi mi ricordi un piccolo chihuahua messicano.» senza poi dare spiegazioni quando gli viene chiesto di chiarire la sua frase.
Nella nuova serie, insieme ad Albert Rosenfield, l'agente Tamara Preston e Diane ritrova l'agente Cooper senza averlo più visto per 25 anni, senza tuttavia sapere che si tratta del suo doppelganger posseduto da BOB. Nella stessa stagione, inoltre, Gordon ha delle visioni relative agli spiriti delle due Logge (ovvero i Boscaioli e Laura Palmer) e ha un sogno premonitore ambientato a Parigi in cui si vede Monica Bellucci (interpretata da se stessa) che gli fornisce un indizio.
Il personaggio è anche un appassionato di arte.

#### Creazione
Sebbene la sua prima apparizione fisica avvenga nella seconda stagione, si può udire la sua voce già nella prima stagione tramite l'interfono nella sala conferenze della stazione di polizia, mentre parla con Cooper. È un fatto casuale che Lynch abbia prestato la sua voce, come casuale è il fatto che dovesse urlare per farsi udire dall'interfono, probabilmente per problemi tecnici. Solo successivamente Lynch decise di introdurre in modo stabile questo personaggio e di attribuirgli la caratteristica dei problemi di udito, sulla base del piccolo incidente avvenuto sul set.
Il nome Gordon Cole è riferito all'omononimo personaggio di Viale del tramonto, un cinico impiegato che è interessato solo ad affittare macchine a Norma Desmond, star di Hollywood decaduta. Tale citazione, viene utilizzata come inside joke nella quindicesima parte della nuova serie, in cui l'agente Cooper sta proprio vedendo questo film, e pare rinsavire dal suo stato catatonico non appena sente il nome di Gordon Cole. Subito Cooper infila una forchetta dentro una presa di corrente e finisce in coma, per poi risvegliarsi il giorno seguente nel pieno delle sue facoltà mentali.

### Thomas Eckhardt
Thomas Eckhardt, interpretato da David Warner, è l'ex socio di affari di Andrew Packard ed è ossessivamente innamorato di Josie Packard. Ha importanti contatti nell'estremo oriente, specialmente ad Hong Kong e non è completamente chiaro se sia inglese o australiano. La sua assistente Jones è impersonata da Brenda Strong. Il suo cognome probabilmente prende ispirazione da Meister Eckhart, un mistico tedesco medioevale seguace del Tomismo, una dottrina basata sugli insegnamenti di San Tommaso d'Aquino. 
Eckhardt controlla Josie Packard e la spinge ad uccidere il proprio marito Andrew in un "incidente" nautico. Egli viene poi ucciso dalla stessa Josie.
Prima della morte, Eckhardt affida un indizio da decifrare ad Andrew Packard e a Catherine Martell: è una scatola, con sopra un codice astrologico, che contiene parecchie altre scatole una dentro l'altra, come una matrioska, al cui interno alla fine c'è la chiave del deposito di sicurezza della banca locale. Quando la scatola è aperta, una bomba nascosta all'interno esplode dinnanzi ad Andrew, Pete e Audrey.

### Maddy Ferguson
Madeline "Maddy" Ferguson, interpretata da Sheryl Lee, è la cugina di Laura Palmer, con la quale ha una somiglianza impressionante. Appare per la prima volta all'inizio della prima stagione quando giunge a Twin Peaks dalla sua città natale (Missoula, Montana) per aiutare gli zii ad affrontare il lutto legato alla morte di Laura. Le uniche cose che la differenziano dalla cugina sono il colore dei capelli e gli occhiali. Oltre alle differenze fisiche le due sono molto diverse anche nell'aspetto caratteriale: Maddy è una ragazza ingenua e innocente a differenza di Laura che conduceva una vita pericolosa e sregolata.
Maddy fa subito amicizia con Donna Hayward e James Hurley e li aiuta nelle indagini sulla morte di Laura, indossando una parrucca bionda per somigliare a sua cugina.
Viene uccisa da Leland Palmer sotto l'influenza di Bob, omicidio che porterà in breve tempo all'arresto e alla morte di Leland.

### Il Gigante

Il Gigante nel primo episodio della seconda stagione

Il Gigante, interpretato da Carel Struycken, è una creatura soprannaturale proveniente dalla Loggia Bianca che compare nelle visioni dell'agente Dale Cooper. 
Egli, come gli altri spiriti della Loggia Bianca, si manifesta ad una sola persona, e cioè a Cooper, e funge, nel corso della serie, da suo "angelo custode", tant'è che gli darà informazioni su che cosa dovrà accadere ed indizi sull'omicidio di Laura Palmer. Le visite del Gigante sono spesso accompagnate nel mondo reale dall'apparizione di un anziano e rimbambito cameriere del Great Nothern, probabile "ospite" che il Gigante usa per interagire col mondo esterno; difatti, l'unica volta che il Gigante compare senza il cameriere, non parla, e Cooper non segue il suo consiglio (di non iscrivere Annie al concorso di Miss Twin Peaks).
Nell'episodio finale il Gigante e il Nano compaiono assieme nella Red Room e dicono a Cooper "uno e lo stesso", riferendosi ai loro incarichi di guardiani della Loggia Nera e della Loggia Bianca, ruoli evidenziati dal petroglifo della Caverna del gufo, che raffigura il Gigante accanto al Nano.
Nella nuova serie, Carel Struycken interpreta un nuovo misterioso personaggio, che si presenta come Il Fuochista, il quale sembra avere lo stesso comportamento e le stesse motivazioni del Gigante, ma compare solo nel suo ambiente in bianco e nero e non nel mondo reale.

### "Big Ed" Hurley
Edward "Big Ed" Hurley, interpretato da Everett McGill, è il proprietario della locale pompa di benzina, la Big Ed's Gas Farm. È sposato con Nadine Hurley con cui ha una relazione burrascosa. Si prende cura di James Hurley, suo nipote a cui i genitori non possono badare. Ha una relazione segreta con Norma Jennings della quale è innamorato fin dal liceo e, nel corso della serie, dopo la regressione mentale della moglie Nadine, divorzierà da lei e progetterà di sposarsi con Norma, divorziata a sua volta, ma tuttavia il matrimonio va a monte a causa del rinsavimento di Nadine.
Occasionalmente collabora con lo sceriffo Truman per mantenere sicura Twin Peaks monitorando il traffico di droga.
Nella nuova serie, viene lasciato da Nadine e riprende il fidanzamento con Norma, chiedendo di sposarla dopo che Norma ha lasciato definitivamente il corteggiatore Walter Lawford. Norma acconsente.

### Nadine Hurley
Nadine Gertz Butler, coniugata Hurley, interpretata da Wendy Robie, è la moglie di Ed Hurley ed è nota in tutta la città per la sua violenza ed eccentricità. Porta una benda che le copre l'occhio sinistro, che ha perso a causa di un incidente durante la luna di miele. Il senso di colpa di Ed per questo incidente è l'unica cosa che tiene ancora in piedi il loro rapporto, visto che lui preferirebbe sposarsi con Norma Jennings (con la quale comunque si frequenta di nascosto), di cui è innamorato fin dai tempi del liceo.
Dopo aver tentato il suicidio ingerendo una grande quantità di pillole alla fine della prima serie, Nadine si risveglia dal coma credendo di essere una studentessa del liceo. Misteriosamente dopo il risveglio acquisisce anche un'inspiegata forza fisica (un indizio di ciò viene fornito nella prima stagione, in cui piega a mani nude un attrezzo ginnico).
Durante la seconda stagione Nadine e Ed divorziano e lei comincia a frequentarsi col liceale Mike Nelson con il quale nascerà una storia. Alla fine della seconda stagione Nadine riacquisirà improvvisamente la ragione e perderà la sua forza sovrumana pentendosi di aver lasciato Ed, il quale però starà già per sposarsi con Norma Jennings. A causa del rinsavimento di Nadine, il matrimonio dei due viene annullato, e i due rimangono sposati.
Nella nuova serie, grazie al dottor Jacoby, Nadine capisce di essersi comportata male con Ed, quindi, pentita, decide di lasciarlo, e gli permette di sposarsi con Norma.

### Lawrence Jacoby
Il dottor Lawrence Jacoby, interpretato da Russ Tamblyn, è un eccentrico psichiatra che aveva in cura Laura Palmer, prima che morisse. Il dottore sapeva che Laura aveva molti problemi ma non era mai riuscito a farsi dire cosa l'affliggesse veramente.
Nella prima stagione diventa uno dei principali sospettati della morte di Laura a causa della loro relazione.
Possedeva anche un fratello di nome Robert che era redattore della gazzetta "Twin Peaks Post" (In seguito acquisita da Douglas Milfor), morì 3 anni prima dello svolgimento della serie per complicazioni in seguito ad una sclerosi multipla.
Jacoby è sposato con una donna hawaiiana che compare solo una volta all'interno della serie. Inoltre usa collezionare ombrellini per cocktail con la data di eventi che l'hanno colpito. Un altro suo segno particolare sono i bizzarri occhiali da sole che porta sempre, con una lente blu e una rossa.
Nella nuova serie, si scopre che Jacoby si è trasferito in un camper in mezzo a un bosco e che riceve da un corriere alcune vanghe, che lui pulisce e rimette a nuovo per poi venderle in alcune televendite sui generis che lui trasmette in streaming facendosi chiamare Dr. Amp. Tali televendite, sono seguite da Nadine e da Jerry Horne.

### Phillip Jeffries
Interpretato da David Bowie, è il direttore della task force del Progetto Rosa Blu dell'FBI. L'agente Jeffries, scomparve misteriosamente nel 1987 mentre si trovava in missione a Buenos Aires, Argentina. Riappare due anni dopo nell'ufficio di Gordon Cole a Filadelfia, per poi scomparire nuovamente. Nella nuova serie, data l'indisponibilità di Bowie, Jeffries è raffigurato sotto forma di una sfera luminosa e trasparente che fuoriesce dal beccuccio di uno strano macchinario simile a un gigantesco bollitore sbuffante.

### Hank Jennings
Henry "Hank" Jennings, interpretato da Chris Mulkey, è il marito di Norma Jennings. Nel corso delle prime puntate non appare mai perché in galera. Per ammissione dello sceriffo Harry Truman una volta era membro dei Bookhouse Boys ma poi ne fu espulso per la sua propensione al crimine. Ha un rapporto difficile con la moglie Norma la quale ha una relazione segreta con Ed Hurley fin dai tempi del liceo.
Uscito di galera Hank andrà a lavorare al RR Diner ma non interromperà la sua attività criminale, collaborando con Benjamin Horne che lo assolderà per sparare a Leo Johnson dopo che quest'ultimo avrà dato alle fiamme la segheria di Twin Peaks sempre per conto di Horne. In seguito a tale episodio Leo finirà in coma e Bobby Briggs testimonierà contro Hank. Durante la sua seconda carcerazione Norma gli chiederà il divorzio per ufficializzare la sua relazione con Ed. Uscito di galera Hank tenterà di vendicarsi di Ed ma verrà malmenato dalla fortissima moglie di quest'ultimo, Nadine Hurley. Viene arrestato a causa della violazione della libertà vigilata e del tentato omicidio di Leo Johnson.
Morirà 3 anni dopo l'arresto accoltellato nella sala pesi della prigione da un cugino della famiglia Renault.

### Norma Jennings
Norma Lindstrom, coniugata Jennings, interpretata da Peggy Lipton, è la proprietaria del RR Diner. Nata dal matrimonto tra Marty e Ilsa Lindstrom, è molto amica di Shelly Johnson la quale l'aiuta a portare avanti la sua attività servendo ai tavoli e organizzando la consegna dei pasti a domicilio (in passato insieme a Laura Palmer). In passato fu Miss Twin Peaks.
È moglie di Hank Jennings, che all'inizio della serie si trova in carcere, e l'amante di Ed Hurley. Vorrebbe lasciare Hank e sposare Ed ma gli eventi impediscono sempre ai due di realizzare questo sogno.
Nella nuova serie, i due finalmente si fidanzano e decidono di sposarsi.

### Margaret Lanterman
Margaret Coulson, coniugata Lanterman, interpretata da Catherine E. Coulson e più nota come Signora Ceppo, è una insegnante di danza ormai in pensione considerata pazza da molti abitanti di Twin Peaks poiché porta sempre con sé un piccolo ceppo di legno (Si dice che in quel ceppo risieda lo spirito di suo marito, morto in un incendio nel bosco nel giorno del loro matrimonio) con cui sembra avere un legame psichico. Pare sia in grado di vedere il futuro e racconta le sue predizioni come se venissero dal ceppo stesso.
Alcune versioni della serie dispongono di brevi e criptici monologhi introduttivi del personaggio creati dallo stesso Lynch.
Nella nuova serie, la signora sembra essere malata (come lo era l'attrice nella realtà al momento delle riprese), e, sempre basandosi sul suo ceppo, dà degli indizi a Hawk per trovare qualcosa di perduto relativo all'agente Cooper, che sembra essere importante per la trama.

### Il Nano
Interpretato da Michael J. Anderson, è una creatura soprannaturale che appare nei sogni dell'agente Dale Cooper, fornendogli una serie di tracce esoteriche che si riveleranno utili nel determinare l'identità dell'assassino di Laura Palmer. Si considera il "braccio" di MIKE. Nella nuova serie, si evolve e si trasforma in un albero, dando seguito alla sua dichiarazione fatta in precedenza: "Quando mi rivedrai, non sarò più io").

### MIKE
Interpretato da Al Strobel, è uno spirito possessore simile a BOB, di cui un tempo fu compagno di scorribande che, pentitosi della sua azioni a seguito di un'epifania religiosa, decise di dedicare il resto della sua vita al tentativo di impedire all'ex-partner di compiere ulteriori atrocità.
Nella nuova serie MIKE compare esclusivamente nella Loggia Nera.

### Lucy Moran
Lucy Moran, interpretata da Kimmy Robertson, è la segretaria del dipartimento di polizia di Twin Peaks, presieduto dallo sceriffo Truman. All'inizio della serie ha una relazione col detective Andy Brennan che finisce quando i due litigano. Dopo aver lasciato Andy, Lucy comincia a frequentare Dick Tremayne e scopre di essere rimasta incinta non sapendo chi dei due sia il padre del nascituro. Inizialmente il dubbio non sussiste in quanto Andy scopre di non poter avere figli, ma successive analisi rivelano che in realtà potrebbe essere padre. Tale rivelazione fa scattare una vera e propria competizione tra Andy e Dick per conquistarsi l'affetto di Lucy e la paternità di suo figlio. Alla fine Lucy non vorrà neanche sapere di chi è la paternità del nascituro e sceglierà Andy come padre.
Nella nuova serie Lucy è sposata con Andy e si chiama Lucy Brennan. Viene rivelato che il figlio si chiama Wally; è un motociclista con la passione per Marlon Brando, che passa la vita viaggiando da una parte all'altra degli Stati Uniti.

### Mike Nelson
Michael "Mike" Nelson, interpretato da Gary Hershberger, è il miglior amico di Bobby Briggs ed era fidanzato con Donna Hayward. È sia nella squadra di football americano che di wrestling. Traffica droga insieme all'amico Bobby.
È presente anche nel film Fuoco cammina con me, con lo stesso interprete.
Quando Donna si innamorata di James Hurley, lascia Mike che inizialmente non prende bene la rottura, ma in seguito inizia a frequentarsi con Nadine Hurley. Mike pianifica di sposarsi con lei, ma in seguito ad un colpo in testa la donna riacquista la memoria e lascia Mike.
Nella nuova serie interpreta il venditore di auto Chevrolet di North Bend (la cittadina reale nella quale si trovano molte ambientazioni di Twin Peaks), e ha un colloquio di lavoro con Steven Burnett.

### Andrew Packard
Andrew Packard, interpretato dal celebre attore Dan O'Herlihy, era il proprietario della Packard Sawmill, fratello di Catherine e marito di Josie Packard. Era il partner in affari di Thomas Eckhardt, un sinistro uomo d'affari, che operava nel profondo Est. Rimane ucciso in un apparente incidente nautico.
Andrew non è morto in realtà, ma è stato coperto da Catherine. L'incidente fu un tentativo di omicidio di Josie Packard, su ordine di Thomas Eckhardt. Andrew e Catherine non si fidano uno dell'altra ma cercano di aiutarsi a vicenda. Catherine sembra non sopportare il fatto che suo marito Pete sia molto in confidenza con Andrew.
Prima di morire, Eckhardt lascia un mistero da risolvere ad Andrew e Catherine. Si tratta di una scatola con sopra un codice astrologico, che contiene molte altre scatole che si scoprono contenere le chiavi di una cassetta di sicurezza nella banca locale. Quando la cassetta di sicurezza viene aperta si scopre contenere una bomba che esplode immediatamente. Trattandosi dell'ultimo episodio però, non ci è dato sapere quali saranno le conseguenze dell'esplosione, in seguito però si scopre che muore nell'esplosione insieme a Pete Martell ed il vicedirettore della banca, Delbert Mibbler.

### Sarah Palmer
Sarah Palmer, interpretata da Grace Zabriskie, è la madre di Laura Palmer e la moglie di Leland Palmer. Dopo la morte della figlia, Leland diventa un po' instabile senza che Sarah capisca esattamente cosa sta succedendo.
Sarah, che spesso ha visioni paranormali, è conosciuta anche per la predizione del futuro e (in rari casi) la visione di persone. BOB è l'unico personaggio che non smetterà di tormentare la mente di Sarah.
A Sarah sembra essere legato un cavallo bianco proveniente dalla Loggia Bianca, che compare due volte, prima della morte di Laura e prima della morte di Maddy.
Nell'ultimo episodio, parla con voce non sua al Maggiore Briggs dicendo: «Mi trovo nella Loggia Nera con Dale Cooper» (nella versione italiana, Cooper è stato erroneamente sostituito con Windom Earle); varie persone potrebbero aver parlato al Maggiore Briggs, tra cui il Nano, il Gigante, Dale Cooper e BOB.
Nella nuova serie, Sarah assume comportamenti eccessivamente schizofrenici, e sembrerebbe essere posseduta da uno spirito, probabilmente da Judy. Una notte uccide in modo cruento un camionista che tentava di molestarla sessualmente.

### Tammy Preston
Tammy Preston, interpretata da Chrysta Bell, è un'avvenente agente dell'FBI alla quale Gordon Cole assegna le indagini circa il dossier scritto dal Maggiore Garland Briggs. Preston si unisce a Cole e Albert Rosenfield nell'investigare sulla misteriosa ricomparsa dell'agente Dale Cooper dopo che il suo doppelgänger viene arrestato in Sud Dakota. Durante le indagini, Tammy scopre che una delle impronte digitali del doppelgänger è una riproduzione "al rovescio" di quelle del vero Cooper. Poco tempo dopo, Preston prende parte alle indagini su un apparente doppio omicidio nel Sud Dakota, dove viene trovata la testa mozzata della bibliotecaria Ruth Davenport insieme a un corpo senza testa con le impronte digitali di Garland Briggs, e interroga il sospetto omicida William Hastings.
In aggiunta a questo caso, Preston guida le indagini dell'FBI sulla morte di Sam Colby e Tracey Barberato a New York City, e scopre che il doppelgänger di Cooper è stato avvistato nell'attico dove la coppia è stata trovata morta. Il suo lavoro si guadagna elogi da Cole e Rosenfield, che la fanno entrare a far parte della task force "Rosa Blu".

### Ronette Pulaski
Ronette Pulaski, interpretata da Phoebe Augustine, è la figlia di Janek Pulaski, un impiegato della segheria del posto e frequenta il liceo. Lavorava alla profumeria Hornes e all'One Eyed Jacks prima di essere licenziata da entrambi gli impieghi. La notte in cui Laura morì Ronette era insieme a lei, ma riuscì a scappare in stato confusionale. Rimasta in coma per lungo tempo, al risveglio ha identificato BOB da un identikit.
Ha avuto poche brevi parti nella serie ma un ruolo determinante in quanto unica testimone diretta dell'omicidio di Laura.
Era insieme a lei, infatti, la notte dell'assassinio, in quanto aveva deciso di prendere parte ad una pseudo festa allo chalet di Jacques Renault insieme a Laura e a Leo Johnson.
Dopo la festa è stata trascinata dall'assassino di Laura fino al vagone ferroviario abbandonato, in cui si è svolto il delitto dell'amica, cui ha assistito in stato confusionale.
Dopo la violenza, si rimette in piedi, sporca e stordita e vaga sui binari del treno, sullo sfondo opaco dei boschetti di Twin Peaks (immagine emblema della serie televisiva).
Nella nuova serie Phoebe Augustine impersona la "ragazza americana" (American girl) che vive in una stanza nello stesso surreale ambiente di Naido. Non è chiaro se si tratti dello stesso personaggio di Ronette.

### Dick Tremayne
Richard "Dick" Tremayne, interpretato da Ian Buchanan, è un personaggio locale (fatto nascere da Will Hayward) che ha come principali interessi la ricercatezza nel vestire e la cura estetica. Non compare nei primi episodi della serie. Lavora in un negozio di Benjamin Horne e ha una relazione con Lucy Moran. Quando Lucy rimane incinta di lui, le dà dei soldi per abortire, ma lei si rifiuta di farlo.

### Frank Truman
Lo sceriffo Frank Truman, interpretato da Robert Forster, venticinque anni dopo l'omicidio di Laura Palmer, ha preso il posto del fratello Harry S. Truman, ormai gravemente malato, come sceriffo di Twin Peaks. Uomo dal carattere mite e onesto, cercherà insieme ai vice Andy e Hawk di risolvere i misteri connessi con le sparizioni di Laura Palmer e Dale Cooper.
Compare nella nuova serie, a seguito del rifiuto di Michael Ontkean, ormai ritiratosi, di riprendere il ruolo dello sceriffo Harry Truman.

### Altri personaggi minori

#### Teresa Banks
Teresa Banks, interpretata da Pamela Gidley, è una sbandata cocainomane di 17 anni. Il suo assassinio avviene a Deer Meadow (Washington) e precede di un anno quello di Laura Palmer, inserendosi nella trama del film-prequel del 1992 Twin Peaks: Fuoco cammina con me. 
Nel telefilm è soltanto nominata dall'agente Cooper per le analogie tra il suo assassinio e quello di Laura Palmer, ma è il film a rivelare in tutto la sua piccola storia. 
Teresa viveva presso il parco Fat Trout e lavorava come cameriera del Diner's Hap.
Il suo corpo viene trovato, avvolto in un telo di plastica, presso il fiume "Wind River". 
Dopo aver intrapreso una relazione segreta con Leland Palmer, di cui Laura era del tutto inconsapevole, rinviene l'anello verde del Nano (probabilmente per opera della signora Tremond e di suo nipote), che segna la sua inevitabile morte per mano di BOB. La Garmonbozia che deriverà da questo omicidio non verrà spartita, come da contratto, tra BOB e il Nano, ma il primo spirito la terrà per sé.

#### Betty Briggs
Elizabeth "Betty" Briggs, interpretata da Charlotte Stewart, è la madre di Bobby Briggs e l'affettuosa moglie del maggiore Garland Briggs. Non compare molto frequentemente nella serie.

#### Denise Bryson
Denise Bryson, precedentemente Dennis Bryson, è un personaggio transgender interpretato da David Duchovny (il quale successivamente impersonerà Fox Mulder in X-Files) è una collega di Cooper dell'FBI che si reca a Twin Peaks per aiutarlo nelle indagini sulla morte di Laura Palmer.
Bryson giunge a Twin Peaks quando Cooper è accusato dalla polizia canadese di aver operato oltre il confine senza autorizzazione per salvare Audrey Horne, tenuta in ostaggio presso l'One Eyed Jacks.
Compare nella nuova serie in un breve cameo, in una scena insieme a David Lynch nei panni di Gordon Cole e Richard Chamberlain nei panni di Bill Kennedy.

#### Chester Desmond
Chester Desmond, interpretato da Chris Isaak, è un agente dell'FBI inviato da Gordon Cole a Deer Meadow (Washington) per indagare sulla morte di Teresa Banks. Svanisce nel nulla dopo aver trovato l'anello della Loggia nera di Teresa sotto una roulotte.
Compare solo nel film Fuoco cammina con me e in alcune scene tagliate incluse in Twin Peaks: The Missing Pieces.

#### Caroline Earle
Caroline Wickham Powell, coniugata Earle, interpretata da Brenda E. Mathers, è la defunta moglie di Windom Earle.
Nel 1985 l'agente speciale Dale Cooper la conobbe quando fu assegnato insieme ad Earle alla sua protezione perché testimone di un crimine federale.
Caroline e Cooper si innamorarono ed iniziarono a frequentarsi.
Una notte però furono vittima di un agguato: Cooper fu ferito e perse i sensi, quando rinvenne si ritrovò Caroline tra le braccia, uccisa con una coltellata nell'aorta. 
Earle finse di impazzire dal dolore e si fece internare in una casa di cura, ma in realtà fu proprio lui ad uccidere la moglie.
Il personaggio di Caroline compare nei ricordi di Cooper negli episodi Doppio gioco, Schiavi e padroni e Oltre la vita e la morte.
Nel romanzo L'autobiografia dell'agente speciale Dale Cooper: La mia vita, i miei nastri è scritto che Cooper conobbe Caroline il 2 maggio 1978 e che lei venne uccisa nel maggio del 1979. Nel corso della serie però Cooper dice a Truman che Caroline è morta quattro anni prima.

#### Eileen Hayward
Eileen Hayward, interpretata da Mary Jo Deschanel, è la moglie paraplegica del dottor William Hayward, madre di Donna, Harriet e Gersten Hayward. Nonostante si mostri molto equilibrata, verso la fine della serie si fa strada l'ipotesi che abbia avuto una relazione passata con Benjamin Horne dalla quale sarebbe nata Donna. Ipotesi che rimarrà in dubbio a causa della prematura conclusione della serie e che non viene svelata neppure nella nuova serie.

#### Harriet Hayward
Harriet Hayward, interpretata da Jessica Wallenfels, è figlia di Eileen e William Hayward, sorella minore di Donna e maggiore di Gersten. Come la sorella Gersten è molto portata per la musica, Harriet è molto dedita alla poesia. Appare due volte all'interno della serie e in entrambe le apparizioni legge delle poesie che ha scritto. Nell'episodio pilota Donna le chiede di coprirla dai genitori mentre esce di casa dalla finestra per incontrare James Hurley e discutere con lui della morte di Laura Palmer, ma Harriet, intenta nello scrivere poesie, non riesce a coprirla adeguatamente sicché i genitori la scoprono. La sua seconda apparizione avviene nella puntata Che il gigante sia con te, dove recita una poesia che ha scritto per la defunta Laura Palmer.

#### Gersten Hayward
Gersten Hayward, interpretata da Alicia Witt, è la più piccola delle sorelle Hayward, di cui Donna è la maggiore e Harriet la mezzana, figlia di Eileen e William Hayward. È molto brava a suonare il pianoforte. Sebbene sia un personaggio del tutto secondario all'interno della serie, la puntata Che il gigante sia con te si conclude con lei che suona il piano invece che con la consueta foto di Laura Palmer. Il motivo di questa scelta non è mai stato chiarito.

#### Will Hayward
Il dottor William "Will" Hayward, interpretato da Warren Frost, cui di solito nella serie ci si riferisce a come Dottor Hayward, è il marito di Eileen Hayward e padre delle sorelle Donna, Harriet e Gersten Hayward. È un uomo molto equilibrato ma è particolarmente turbato dalla morte di Laura Palmer, dei cui familiari è molto amico. A differenza degli altri personaggi sembra essere uno dei pochi che non nasconde nessun segreto, salvo scoprire verso la fine della serie che probabilmente sua moglie ha avuto in passato una relazione con Benjamin Horne da cui sarebbe nata la figlia maggiore Donna. Ipotesi che poi non verrà confermata a causa della prematura conclusione della serie. Ha avuto dei contrasti con l'agente dell'FBI Albert Rosenfield il quale ha definito il suo lavoro medico amatoriale.
Poco dopo gli eventi alla fine della seconda stagione, ha chiuso lo studio medico, si è trasferito a Middlebury, nel Vermont e ha divorziato dalla moglie. Nel Vermont ha trascorso la vecchiaia continuando l'attività di medico e dedicandosi ad attività come la pesca. Lì è stato raggiunto da Donna, che per un po' di tempo è stata assistente nel suo studio.

#### Tommy "Hawk" Hill
Thomas "Tommy" Hill, interpretato da Michael Horse, è un assistente dello sceriffo Truman al dipartimento di polizia di Twin Peaks. È soprannominato Hawk (falco) per la sua abilità nel seguire le tracce. Fa anche lui parte dei Bookhouse Boys e ha una ragazza (mai comparsa nella serie) che fa la veterinaria.

#### Jerry Horne
Jeremy "Jerry" Horne, interpretato da David Patrick Kelly, è il fratello minore di Benjamin Horne, nonché suo socio in affari, sia nella gestione del Great Northern Hotel che del bordello One Eyed Jacks. I due fratelli Horne condividono un solido legame d'affetto. 
Nella nuova serie il personaggio non lavora più insieme al fratello, ma vende cannabis legalmente.

#### Johnny Horne
John "Johnny" Horne, interpretato da Robert Davenport e in seguito da Robert Bauer e da Eric Rondell, è il primo figlio di Benjamin Horne e di sua moglie Sylvia, fratello maggiore di Audrey. Johnny ha dei problemi psicologici e comportamentali, dei quali durante la serie non viene rivelata la natura. Nonostante i suoi 27 anni si comporta come un bambino. Indossa sempre un copricapo da indiano d'America e sembra soffrire molto per la morte di Laura Palmer, la quale lo andava a trovare regolarmente, occupandosi di lui.
In una delle scene tagliate vediamo il dottor Jacoby dichiarare che Johnny ha scelto volontariamente di entrare in quello stato per proteggersi da un trauma infantile di cui però non sa dire la natura.

#### Sylvia Horne
Sylvia Horne, interpretata da Jan D'Arcy, è la moglie di Benjamin Horne, madre di Audrey e Johnny Horne. Non appare molto frequentemente nella serie. Sembra essere una donna nevrotica, spesso irritata dalle stranezze del marito e del cognato Jerry.

#### Evelyn Marsh
Evelyn Marsh, interpretata da Annette McCarthy, è una residente di una delle città dove James Hurley è di passaggio dopo la “separazione” con Donna Hayward. 
Appare subito come una donna molto ricca e di “classe” e convince James ad iniziare la riparazione della piccola flotta di macchine di lusso del marito Geoffrey/Jeffrey che al momento non si trova nella loro villa.
Evelyn ha un carattere molto complicato: attira infatti James sia attraverso i suoi attributi fisici sia per la pietà che prova per lei il ragazzo quando lei gli rivela che vive con un marito violento che la picchia. 
In realtà essa è succube di un terzo personaggio: Malcolm Sloan, il quale vive con la famiglia col pretesto di essere il fratello di Evelyn e in qualità di autista del marito. I due hanno ordito un piano per uccidere Geoffrey ed ereditarne i beni e James si troverà a essere il loro inconsapevole capro espiatorio. Hanno intenzione di attribuirgli la colpa per la morte del marito in un incidente d'auto. 
Dopo l'omicidio del marito, Evelyn sembra ammorbidirsi con James e mostrare un sincero pentimento per le sue azioni, lo avvisa infatti di scappare di casa prima dell'arrivo della polizia e pur fornendo alla polizia il suo nome sembra vacillare sempre più. 
Quando James torna a parlarle cerca di convincerla a lasciare Malcolm (che si rivela essere l'amante, non il fratello della donna) ma questi d'improvviso colpisce il ragazzo stordendolo e cerca di convincere Evelyn a sparargli inventando poi una storia per “sistemare” la situazione. 
Alla fine Evelyn, disperata, decide di sparare a Malcolm quando capisce che intende uccidere James in ogni caso salvandogli la vita e lasciandolo scappare. 
James dichiara che testimonierà al suo processo.

#### Blackie O'Reilly
Blackie "Black Rose" O'Reilly, interpretata da Victoria Catlin, è la tenutaria dell'One Eyed Jacks, un casinò/bordello a nord del confine canadese di proprietà di Benjamin Horne.
Una volta scoperto che Audrey Horne si è introdotta nel locale con l'intenzione di indagare sull'omicidio di Laura Palmer, la tiene prigioniera intendendo chiedere un riscatto a Ben Horne.
Si mette così in affari con Jean Renault, di cui è innamorata la sorella minore Nancy, nella speranza di ottenere anche il pieno controllo dell'One Eyed Jacks.
Viene uccisa dallo stesso Jean la notte in cui Dale Cooper, Truman e Hawk penetrano nel casinò e liberano Audrey.

#### Bernard Renault
Bernard Renault, interpretato da Clay Wilcox, è il più giovane dei tre fratelli Renault ed è lui che aiuta il fratello Jacques a spacciare la cocaina attraverso il confine con il Canada.
Viene catturato dai Bookhouse Boys (una congrega di abitanti della città che favorisce le indagini) ed interrogato dall'Agente Speciale Dale Cooper, si rifiuta però di rispondere a tutte le domande postegli.
In seguito viene ucciso da Leo Johnson ed il suo corpo viene lasciato nel bosco.

#### Jacques Renault
Jacques Renault, interpretato da Walter Olkewicz, era lo spacciatore della droga fornitagli dal fratello Bernard e da Leo Johnson.
La notte della morte di Laura Palmer Jacques si trovava con lei, Leo e Ronette Pulaski nella sua villetta nel bosco. Qui i due hanno avuto rapporti sessuali con le due giovani ragazze.
Messo in allarme dalle indagini di Cooper è fuggito in Canada dove ha trovato lavoro come croupier presso l'One Eyed Jacks.
Dopo essere stato arrestato, viene soffocato da Leland Palmer, in quanto lo riteneva responsabile della morte della figlia.
Il suo corpo viene riposto nel "sacco che ride".

#### Jean Renault
Jean Renault, interpretato da Michael Parks, è il maggiore dei fratelli Renault e ha l'obiettivo di appropriarsi interamente dell'One Eyed Jacks e per questo uccide Blackie, la tenutaria, in favore della sorella Nancy. Quando Audrey Horne si reca all'One Eyed Jack's e viene presa in ostaggio, Jean consegna la richiesta di riscatto e il video del rapimento al padre Benjamin Horne. Cerca di accattivarsi la simpatia di Audrey fingendosi suo amico ma i suoi piani falliscono quando Cooper e Truman fanno irruzione nell'One Eyed Jack's e traggono Audrey in salvo. Jean riesce a scappare ma viene poi ucciso da Cooper durante una sparatoria.

#### Albert Rosenfield
Albert Rosenfield, interpretato da Miguel Ferrer, è un agente dell'FBI ed un esperto di medicina legale che impiega le proprie straordinarie abilità legali nel caso dell'omicidio di Laura Palmer e in tutti gli eventi ad esso collegati. 
Albert si è reso subito, per via dei propri modi estremamente abrasivi e sarcastici, inviso ai cittadini di Twin Peaks (ma questo lo ha reso un personaggio molto apprezzato tra gli spettatori). Rosenfield riesce rapidamente ad alienarsi il locale ufficio della polizia, deridendo Andy e schernendo lo sceriffo Harry Truman fino a fargli perdere del tutto il controllo e spingerlo a prenderlo a pugni. Inoltre si è azzuffato anche con il dottor Hayward, ed è molto sprezzante verso le capacità della polizia e dei medici locali, mostrando di avere rispetto soltanto dei suoi colleghi dell'FBI. 
In un momento successivo un altro conflitto con lo sceriffo Truman porta ad un momento di forte emozione, dove Rosenfield mostra un lato del proprio carattere sensibile e amante della pace, apparentemente in disaccordo con la sua acida scorza superficiale, stupendo lo sceriffo ed il suo staff. In seguito diverrà amico dello sceriffo Truman.
Nella nuova serie indaga insieme a Gordon Cole su quanto avvenuto a Sam e Tracey e scopre del ritorno di Cooper.

#### Harold Smith
Harold Smith, interpretato da Lenny von Dohlen, è un ragazzo che soffre di agorafobia e per questo non lascia mai la propria casa. Laura Palmer lo ha conosciuto portandogli i pasti a domicilio e subito i due sono diventati grandi amici. È a lui che Laura affida il suo diario segreto per non farlo avere a BOB.
Donna Hayward, la migliore amica di Laura, conosce Harold durante la sua investigazione privata sulla morte dell'amica.
La loro relazione ha fine quando Donna cerca di rubargli il diario segreto di Laura.
In seguito Harold viene trovato impiccato in casa, la causa della morte è apparentemente il suicidio. In un biglietto ha lasciato scritto "J'ai une ame solitaire" (ho un'anima solitaria), frase precedentemente detta da Pierre Tremond.

#### Vivian Smith
Vivian Smith è la matrigna di Norma Jennings. Alle persone fuori dalla propria famiglia Norma ha sempre detto che era la sua vera mamma, per evitare di raccontare le circostanze contorte della sua vicenda con Vivian, specie dopo la perdita della vera mamma Ilsa. È anche la madre biologica di Annie Blackburn. Ha avuto quattro matrimoni: prima con il ristoratore Marty Lindstrom, poi con l'avventuriero Roland Blackburn, poi con il truffatore Ernie Niles, infine col dirigente assicurativo in pensione Simon Halliwell. Persona molto ambiziosa, a un certo punto della sua vita ha alterato il suo cognome "troppo comune" in Smythe; è anche conosciuta con l'alias M.T. Wentz con cui ha firmato recensioni molto popolari di ristoranti e locali dello stato di Washington. Nel corso dell'avventura a Twin Peaks di Ernie Niles e Hank Jennings, ha aiutato per un po' Norma al Double R, scrivendo poi però una recensione molto negativa del locale stesso sul giornale con cui collaborava.

#### La signora Tremond
La signora Tremond, interpretata da Frances Bay, è un'anziana donna che vive sola in casa insieme al nipote Pierre Tremond, interpretato da Austin Jack Lynch.
L'anziana donna consegna a Laura, pochi giorni prima che muoia, uno strano quadro pregandola di attaccarlo in camera da letto.
Donna Hayward la conosce quando, per indagare sulla morte di Laura, inizia a consegnare i pasti a domicilio. Sarà l'anziana donna a dire a Donna che il suo vicino di casa, Harold Smith, era amico di Laura.
In seguito si viene a sapere che quella che Donna ha conosciuto come Mrs. Tremond in realtà non esiste: la donna, così come il nipote, sarebbero due spiriti della Loggia Nera. Difatti essi compaiono nel prequel Fuoco cammina con me, dove, per ordine del Nano, consegnano l'anello verde alla future vittime. In certe scene del film Pierre indossa una maschera bianca con un lungo naso.